# Lepanthes stelidantha
Lepanthes stelidantha är en orkidéart som beskrevs av Leslie Andrew Garay och Galfrid Clement Keyworth Dunsterville. Lepanthes stelidantha ingår i släktet Lepanthes och familjen orkidéer. Inga underarter finns listade i Catalogue of Life.